# Melina Reuter
Melina Reuter (* 20. Dezember 2005) ist eine deutsche Fußballspielerin.

## Karriere

### Vereine
Zuletzt für die B-Jugendmannschaft des FF USV Jena in der Staffel Nord/Nordost der B-Junioren-Bundesliga spielend (sechs Tore in 13 Spielen), wechselte Reuter im Jahr 2020 zum SC Freiburg, für deren B-Jugendmannschaft sie in der Staffel Süd/Südwest bis Ende Oktober – wegen des bis auf Weiteres eingestellten Spielbetriebes aufgrund der veränderten COVID-19-Pandemielage – lediglich sechs Punktspiele bestritt, in denen sie vier Tore erzielte. In der Folgesaison bestritt sie dann 18 Punktspiele, in denen sie 22 Tore erzielte. Während dieser Saison kam sie bereits in drei Punktspielen für die Zweite Mannschaft des SC Freiburg in der drittklassigen Regionalliga Südwest zum Einsatz und debütierte am 12. Februar 2022 (14. Spieltag) auch in der Bundesliga, als sie bei der 0:3-Niederlage im Heimspiel gegen den FC Bayern München in der 85. Minute für Meret Felde eingewechselt wurde.
In den beiden Entscheidungsspielen um die Meisterschaft der in zwei Gruppen ausgetragenen Regionalliga Süd trug sie über den SV 67 Weinberg bei, stieg mit ihrer Mannschaft in die 2. Bundesliga 2022/23 auf und bestritt alle elf Punktspiele des Kalenderjahres 2022, in denen ihr drei Tore gelangen.
Zur Saison 2023/24 wurde sie vom Zweitligisten FC Carl Zeiss Jena verpflichtet.

### Auswahl-/Nationalmannschaft
Reuter kam vom 10. Mai 2018 bis zum 2. Juni 2019 für die Auswahlmannschaft des Thüringischen Fußball-Verbandes in acht Spielen um den Länderpokal zum Einsatz. Ferner bestritt sie vom 11. bis 14. April 2019 drei Spiele für das DFB U 14-Perspektivteam.
Seit dem 23. Oktober 2019 ist Reuter Juniorennationalspielerin. In Büsingen am Hochrhein gehörte sie der U15-Nationalmannschaft an, die das in Freundschaft ausgetragene Länderspiel gegen die Auswahl der Schweiz mit 5:0 gewann, wie auch im zweiten Vergleich, beim 3:2-Sieg an selber Stätte zwei Tage später.
Für die U17-Nationalmannschaft debütierte sie am 8. November 2021 in Faro beim 4:0-Sieg über die Auswahl Bosnien und Herzegowina im Rahmen der Qualifikation für die Europameisterschaft 2022 in Bosnien und Herzegowina. Bei ihrem Debüt für die U19-Nationalmannschaft am 23. September 2023 in Burton upon Trent beim 4:1-Sieg im Freundschaftsspiel gegen die U19-Nationalmannschaft erzielte sie mit dem Treffer zum 2:1 in der 26. Minute ihr erstes Länderspieltor.